# جون جاكسون (لاعب كرة قاعدة)
جون جاكسون (بالإنجليزية: John Jackson)‏ هو لاعب كرة قدم أمريكية أمريكي، ولد في 2 يناير 1967 في بروكلين في الولايات المتحدة.

## وصلات خارجية
- جون جاكسون على موقع مرجع كرة القدم المحترفة.كوم (الإنجليزية)